# Elvira Hernández
Elvira Hernández, seudónimo de Rosa María Teresa Adriasola Olave (Lebu, 2 de julio de 1951), es una poeta, ensayista y crítica literaria chilena. Fue galardonada con el Premio Nacional de Literatura de Chile en 2024.

## Biografía
Nacida en la localidad chilena de Lebu, comenzó a escribir poesía desde temprana edad. Cursó la enseñanza básica en Chillán y la secundaria en el Instituto Santa María, un colegio de monjas.
En 1969 entró a Filosofía en el Instituto Pedagógico de la Universidad de Chile, donde permaneció cuatro años, hasta 1973. Tras el golpe de Estado de ese año encabezado por el general Augusto Pinochet contra el gobierno de la Unidad Popular, en 1975 ingresó a estudiar Literatura en el Departamento de Estudios Humanísticos de la Facultad de Ciencias Físicas y Matemáticas de la misma universidad, que en ese entonces era dirigido por Cristián Huneeus y donde enseñaban Jorge Guzmán, Ronald Kay, Enrique Lihn, Nicanor Parra, entre otros.
En 1979 fue detenida en la calle por agentes de la CNI y permaneció 5 días en el cuartel Borgoño tras ser confudida por Marcela Rodríguez, la mujer metralleta. Aunque no ha elaborado ningún testimonio sobre ese hecho —«Es una cosa que todavía no puedo hacer, porque hay que tener la perspectiva adecuada», explicaría en una entrevista de 2016—, cree que lo sucedido entonces cambió su manera de exprarse.

En 1980 comenzó a escribir La bandera de Chile «bajo mucha presión». 
«Me seguían todos los días. Me llamaban por teléfono. Continué asistiendo a clases y, como República era un barrio militar, a veces pasaba un jeep y yo sentía que venían por mí de nuevo. Entonces ya no lograba poner atención. Me sentaba a la orilla de la ventana para sentir que vigilaba todo. Si iba a seguir escribiendo, tenía que dar cuenta de todo eso, pero no como testimonio, porque mi experiencia personal, analizada en su contexto, era algo mínimo en comparación a lo que les ocurrió a cientos de personas», 
La bandera de Chile circuló clandestinamente en copias mimeografiadas durante la dictadura militar y esos poemas «la convirtieron en un ícono de la resistencia».
En 1986 publicó ¡Arre! Halley ¡Arre! y desde entonces Elvira Hernández ha seguido publicando tanto poemarios como ensayos (estos últimos los firma con su nombre real, Teresa Adriasola).
En 2024 recibió el Premio Nacional de Literatura de Chile, patrocinada por el Instituto de Literatura y Ciencias del Lenguaje de la Pontificia Universidad Católica de Valparaíso. Es la segunda mujer poeta que recibe este galardón después de que Gabriela Mistral lo ganara en 1951.

## Estilo

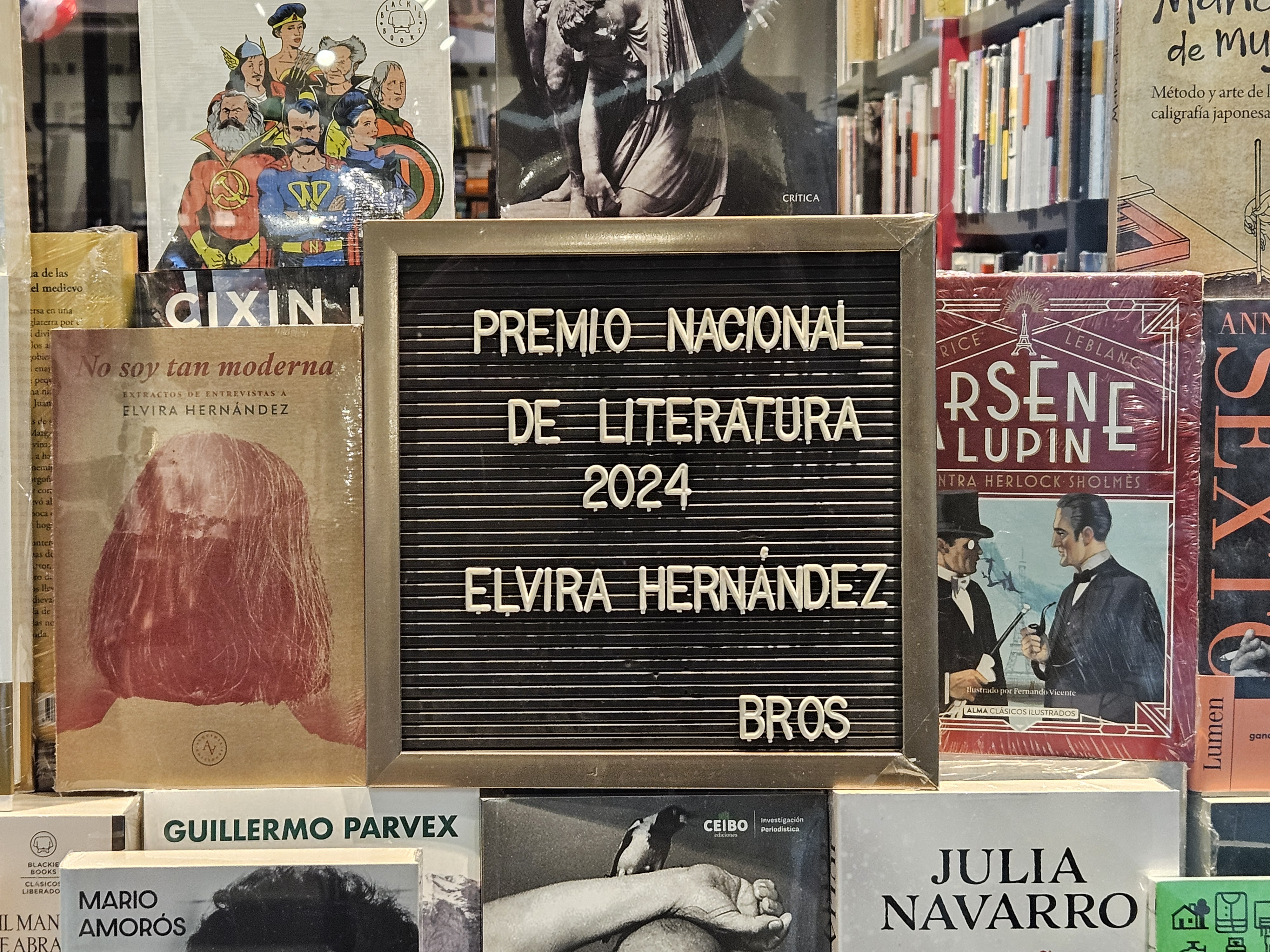
Una librería anunciando a Elvira Hernández como Premio Nacional de Literatura 2024

Su obra —que en los años 1980 destacaba por su carácter experimental— ha sido clasificada «dentro de la llamada neovanguardia, grupo en el que se incluye la de poetas como Raúl Zurita, Soledad Fariña, Verónica Zondek y Juan Luis Martínez». «Con ellos Elvira Hernández comparte no sólo el mismo contexto político, ya que sus obras surgieron y se desarrollaron en medio de la dictadura de Augusto Pinochet, sino también algunos rasgos característicos, entre los cuales sobresalen el quiebre de la sintaxis tradicional y el uso de múltiples recursos discursivos provenientes del ámbito popular y de la cultura tradicional».
Sin embargo, la autora tiene otra opinión: «Yo nunca me he sentido neovanguardista. Estaba en ese momento viviendo un período de formación en el que sentía que todo lo que había avanzado como autora secreta no valía nada. Entonces, difícilmente podría haber tenido una actitud vanguardista o neovanguardista, porque estaba en pleno proceso de conocimiento de la poesía chilena, que era lo que a mí me interesaba, para luego seguir con la de América Latina», ha señalado.

## Obra
- La bandera de Chile, terminado de escribir en 1981; circuló mimeografiado clandestinamente en Chile y fue publicado 10 años más tarde, con presentación de Federico Schopf: Libros de Tierra Firme, Buenos Aires, 1991 (editorial Cuneta, Santiago, 2010).
- ¡Arre! Halley ¡Arre!, Ergo Sum, Santiago, 1986 .
- Meditaciones físicas por un hombre que se fue, Arte postal, Santiago, 1987.
- Carta de viaje, Ediciones Último Reino, Buenos Aires, 1989.
- El orden de los días, Roldanillo, Colombia, 1991.
- Santiago Waria, Cuarto Propio, Santiago, 1992.
- Merodeos en torno a la obra poética de Juan Luis Martínez, junto con Soledad Fariña; Intemperie, Santiago, 2001.
- Álbum de Valparaíso, LOM Ediciones, Santiago, 2002.
- Cuaderno de deportes, Cuarto Propio, Santiago, 2010.
- Actas urbe, con prólogo de Guido Arroyo, Alquimia Ediciones, Santiago, 2013.
- Los trabajos y los días, antología; selección, edición y notas de Vicente Undurraga, Editorial Lumen, Santiago, 2016.
- Pájaros desde mi ventana, Alquimia Ediciones, Santiago, 2018.

## Premios
- 2012: Finalista del Premio Altazor de Poesía, con Cuaderno de deportes
- 2017: Premio a la trayectoria en el Festival de Poesía La Chascona[10]
- 2018: Premio Nacional de Poesía Jorge Teillier[11]
- 2018: Premio Iberoamericano de Poesía Pablo Neruda[12][13]
- 2018: Premio Círculo de Críticos de Arte de Chile, Categoría Poesía por el libro Pájaros desde mi ventana.[14][15]
- 2024: Premio Nacional de Literatura de Chile[3]